# Шчечински залив
Шчечинският залив, известен също като Шчечинска лагуна (на полски: Zalew Szczeciński; на немски: Stettiner Haff), е лагуна при естуара на река Одер, на границата между Германия и Полша. На север чрез Померанския залив има връзка с Балтийско море. Лагуната е разделена на „малка лагуна“ (на немски: Kleines Haff) на запад и „голяма лагуна“ (на полски: Wielki Zalew) на изток.

## География
На юг лагуната е захранвана от ръкавите на река Одер и на други по-малки реки като Пене, Икер и Ина. На север е свързана с Балтийско море чрез Померанския залив, достъпът до който се осъществява от протоците Пенещорм, Свина и Дзивна, които отделят островите Узедом и Волин от континенталната част на Европа.
Лагуната покрива площ от 687 km2. Средната ѝ дълбочина е 3,8 m, а максималната е 8,5 m. Каналите, по които минават товарни кораби, обаче, могат да надвишават 10,5 метра дълбочина. Обемът на водоема възлиза на 2,58 km3 вода. Средногодишната температура на водата е 11 °C.
94% от притока на вода в лагуната се дължат на река Одер. Общият ѝ приток е оценен на около 18 km3 годишно. Тази вода престоява средно около 55 дни във водоема, преди да се влее в Померанския залив. Поради тази причина, водите на лагуната са силно еутрофицирани.

## История
През 1880 г. е открит канала Кайзерфарт покрай остров Узедом. Той е дело на Германската империя и е наречен в част на кайзер Вилхелм I. Дълбок е 10 метра и свързва лагуната с Балтийско море. Това позволява по-големи морски кораби да достигат Щетин по-бързо и по-безопасно. С това се откъсва и малкото островче Казебург (днес Карсибор) от Узедом. След края на Втората световна война през 1945 г., източната част на лагуната става полско владение, а каналът е преименуван на Пяст, като едноименната полска династия.
Лагуната е значимо място за риболов в продължение на векове, важен транспортен възел след 18 век и популярна туристическа дестинация след 20 век.